# Becher
Becher (mittelhochdeutsch becher, althochdeutsch behhari, aus mittellateinisch bicarium, eigentlich griechisch bikos ‚irdenes Gefäß‘) sind Trinkgefäße in Form eines Zylinders oder umgekehrten Kegelstumpfes (Sturzbecher) ohne Fuß und Henkel, im Allgemeinen aus einem anderen Material als Glas gefertigt.
Mitunter werden auch größere Tassen als Becher oder Henkelbecher bezeichnet – im bayrischen Sprachraum werden solche Trinkgefäße gewöhnlich Haferl oder Häferl genannt. Einfache Becher aus Holz oder Steinzeug waren lange Zeit volkstümliche Trinkgefäße.

## Kulturgeschichte
Bereits neolithische Kulturen wurden anhand von Becherfunden benannt (Trichterbecherkultur, Glockenbecherkultur). Bronzene Becher sind bereits aus vorgeschichtlicher Zeit bekannt. Im alten Ägypten galten Becher als Symbol der Nahrung, die Leib und Seele erhält. In den Darstellungen der Götter werden sie deshalb oft als Attribut der ihnen innewohnenden Kraft der Lebenserhaltung verwendet.

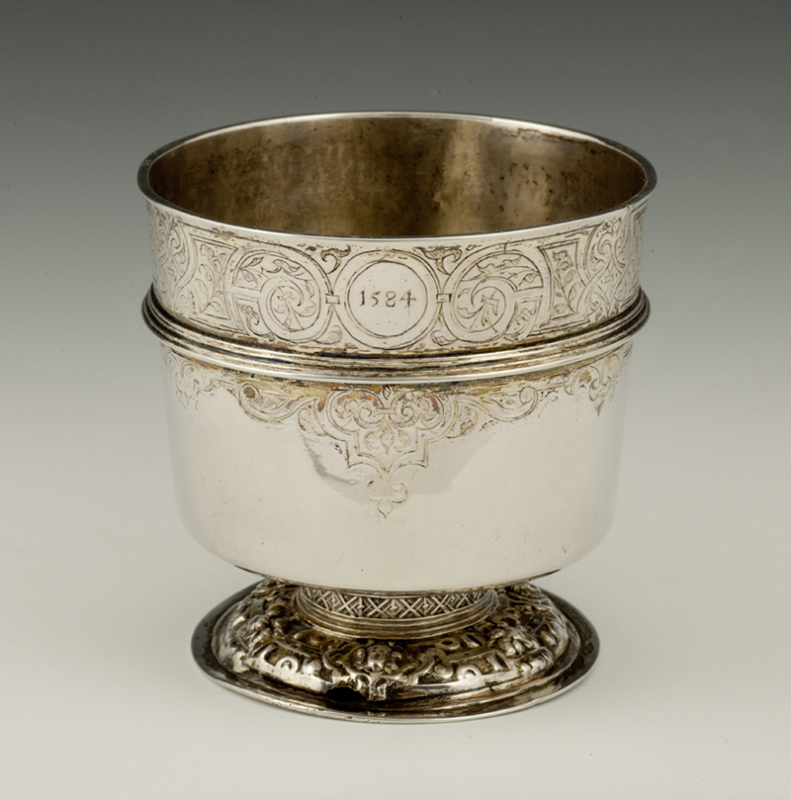
Silberner Häufebecher von Hans Antoni Linden, 1584

Im Römischen Reich bestanden hochwertige Becher meist aus Glas oder Edelmetall. Im Alltag fanden keramische Becher Verwendung, die einen Glanzton-Überzug besaßen, welcher Glas- oder Metallgefäße imitieren sollte, etwa die Trierer Spruchbecher. Vom 9. Jahrhundert an wurden in der rheinischen Glasindustrie der römischen Tradition folgend gläserne Becher produziert. Im Gefolge der Kreuzzüge fanden auch kostbare Becher aus Ägypten und Syrien Verbreitung sowie im 14. Jahrhundert solche aus Burgund. Becher des mittelalterlichen Bürgertums bestanden meist aus Steinzeug oder waren aus Holz gedrechselt; aus Zinn oder Edelmetall wurden die so genannten Haufebecher hergestellt, Sätze verschieden großer Becher, die sich ineinanderstellen lassen.

Ein Becher ist auf dem Wappen von Meßstetten

Auch die teilweise mit Gold, Edelsteinen und Email verzierten Becher an Fürstenhöfen waren oft aus Holz. Prunkbecher aus Metall kamen am Hof Kaiser Friedrich II. auf und wurden das Vorbild für repräsentative Zunftbecher. Besonders im 16. und 17. Jahrhundert wurden einfach geformte Becher aus Silber Honoratioren als Ehrengeschenk überreicht, seit dem 19. Jahrhundert sind sie als Taufbecher ein beliebtes Taufgeschenk.
Im 18. Jahrhundert wurde der Becher weitgehend durch die Tasse aus Porzellan für heiße Getränke und das Trinkglas für kalte Getränke verdrängt. In der zweiten Hälfte des 20. Jahrhunderts erlangte er aber, besonders als industriell hergestellter Henkelbecher aus Steinzeug, als alltägliches Trinkgefäß für Kaffee und Tee sowie als Einwegbecher aus beschichteter Pappe oder aus Kunststoff neue Beliebtheit (siehe auch: Mundrolle).

## Mehrwegbecher

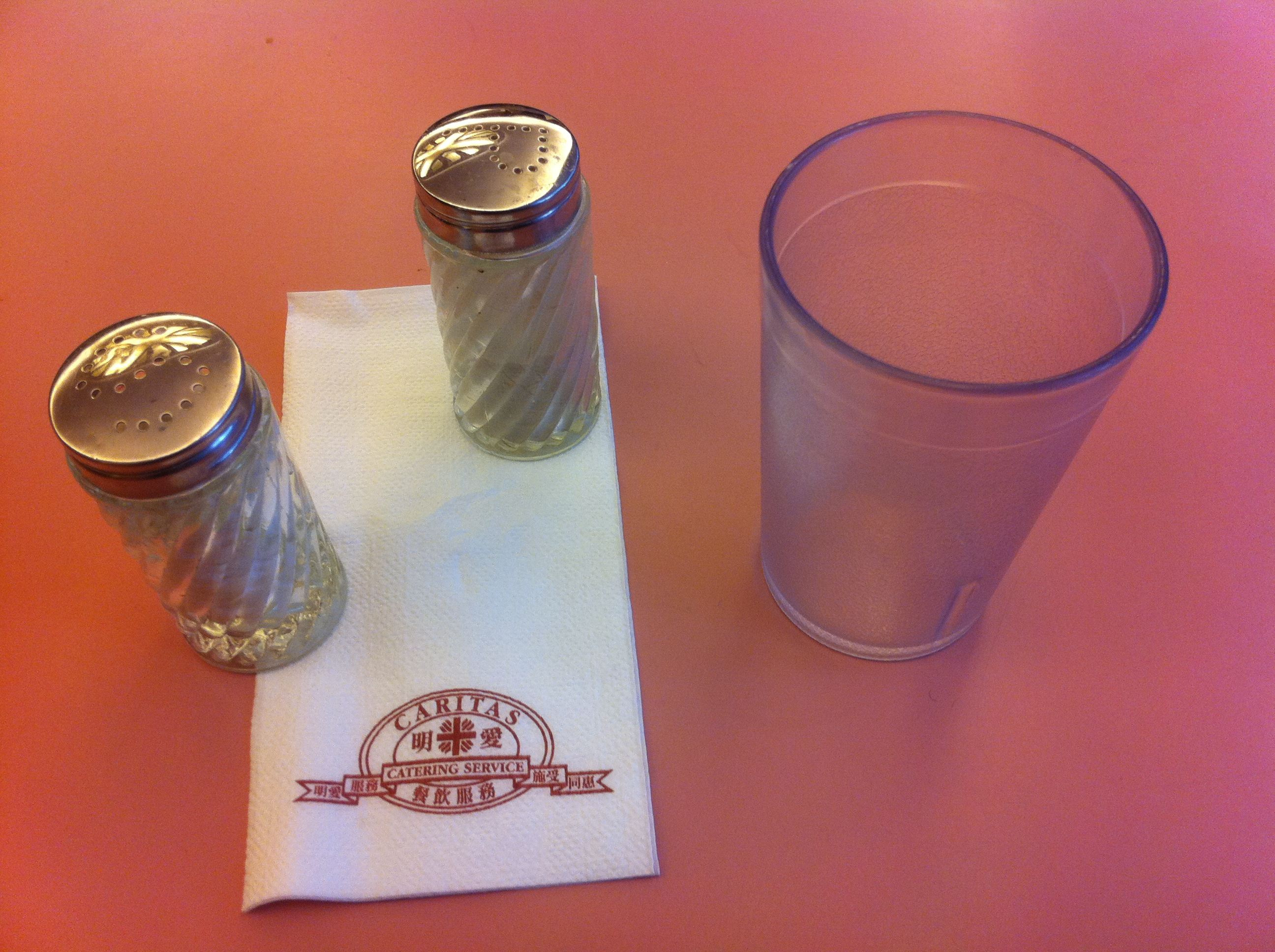
Mehrwegbecher des „Caritas-Catering-Service“

Bei Mehrwegbechern, die mehrfach zu verwenden sind, handelt es sich um Trinkgefäße, die zumeist aus den Kunststoffen Polycarbonat oder Polypropylen hergestellt wird. Mehrwegbecher sind allgemein spülmaschinenfest und bruchbeständig und werden deshalb häufig auf Großveranstaltungen und Open Airs im Ausschank eingesetzt. Inzwischen haben sich für verschiedene Getränkesorten unterschiedliche Formen herausgebildet. Der konische, stapelbare Mehrwegbecher ist der bekannteste Bechertyp. Inzwischen werden auch andere Cocktailgläser, Sekt-, Weingläser und Longdrinkgläser aus Kunststoff gefertigt, die ebenfalls bruchfest sind. Der Mehrwegbecher gilt als umweltfreundlich durch seine häufige Wiederverwendbarkeit und Recycling-Eigenschaften.
Polycarbonat-Mehrwegbecher wurden beispielsweise 1993 auf dem Rheinkultur-Festival in Bonn eingesetzt.
Siehe auch: To go#Mehrweggeschirr

## Pappbecher
„Pappbecher“ (Kartontrinkbecher, Pappgetränkebecher, Hartpapierbecher) sind eine spezielle Art von Bechern, welche aus „Pappe“ (Karton) bestehen und meistens nur einmal genutzt werden. Die beiden US-Amerikaner Hugh Moore und Lawrence Luellen erfanden 1908 auf Anregung von Samuel J. Crumbine den Einweg-Pappbecher, um der Übertragung von Krankheitserregern vorzubeugen.

Kennzeichen für Getränkebecher mit Plastikanteil

Pappbecher sind in der Regel auf der Innenseite oder beidseitig (Innen- und Außenseite) mit Polyethylen beschichtet. Isolierdeckel bestehen typischerweise aus Polystyrol. Beschichtete Pappbecher müssen gemäß der Einwegkunststoff-Richtlinie gekennzeichnet werden. Sie sollen nicht ins Altpapier entsorgt werden.
Einweg-Pappbecher stehen wegen ihrer schlechten Umweltbilanz in der Kritik. Die Deutsche Umwelthilfe schätzte, dass in Deutschland pro Jahr ca. 2,8 Milliarden Einwegbecher (Pappbecher mit Plastikdeckel) im Müll landen und dadurch 40.000 Tonnen Abfall verursachen. Für ihre Herstellung werden außerdem 43.000 Bäume abgeholzt und rund 1,5 Milliarden Liter Wasser verbraucht. Dies entspricht rund 0,09 % des Aufkommens an haushaltstypischen Siedlungsabfällen von 46,2 Mio. Tonnen in Deutschland 2017.

## Kunststoffbecher
Einweg-Automatenbecher bestehen in der Regel aus Polystyrol.
In Mehrwegbechern aus Melamin-Formaldehyd-Harz, auch solche mit Maismehl- oder Bambusfasern-Anteilen, konnten verschiedene Weichmacher, Melamin und Formaldehyd nachgewiesen werden. Bei höheren Temperaturen können gesundheitlich bedenkliche Mengen an Melamin und Formaldehyd in Lebensmittel übergehen. Teilweise wurden die spezifischen Migrationsgrenzwerte um ein Vielfaches überschritten.

## Sport Stacking
Ausgehend von den henkellosen Plastikbechern, die seit dem 20. Jahrhundert in großer Zahl industriell hergestellt wurden, entwickelte sich vor einigen Jahren die Trendsportart Becher stapeln (Sport Stacking).

## Spezielle Becher
Als Becher bezeichnet man auch ähnlich geartete Gegenstände, die nicht immer als Trinkgefäß dienen.
- Badebecher – Dekorative Sammelgläser aus Kurorten
- Becherglas – Ein Behältnis in der Chemie
- Brautbecher – Spezielle Ziergefäße die zur Hochzeit geschenkt werden
- Corvinusbecher – Kunstwerk der Wiener Neustadt
- Joghurtbecher, Margarinebecher – als Fertigpackung
- Messbecher – Gerät für Haushalt und Wissenschaft
- Nestorbecher – ein Mischbecher der griechischen Mythologie
- Riesenbecher – eine frühgeschichtliche Gefäßform
- Schierlingsbecher – Giftmischung, die durch die Hinrichtung des Sokrates bekannt wurde
- Willibecher – ein deutsches Standard-Trinkglas in Becherform

## Belege
1. ↑  Becher. im DWDS-Wörterbuch
2. ↑  OPEN AIR FESTIVALS: Wenn die Musik im Müll versinkt, stern.de, 1. August 2007
3. ↑  Die Geschichte des Einmalgeschirrs. Angaben nach PAPSTAR.com (Memento vom 22. September 2019 im Internet Archive)
4. ↑  Kennzeichnungsvorgaben für bestimmte Einwegkunststoffartikel. IHK für Essen, Mülheim an der Ruhr, Oberhausen zu Essen, Juli 2021, abgerufen am 2. Dezember 2024.
5. ↑  Wie entsorgt man eigentlich Coffee-to-go-Becher? In: Ökotest. 6. März 2023, abgerufen am 2. Dezember 2024.
6. ↑  Deutsche Umwelthilfe: Umweltproblem Coffee to go-Einwegbecher (PDF)
7. ↑  Juliane Frisse: Umweltschutz: Die Psychologie des Kaffeebechers. In: Die Zeit. 28. Februar 2019, ISSN 0044-2070 (zeit.de [abgerufen am 4. März 2019]).
8. ↑  Bundesumweltamt: Abfallaufkommen. Umweltbundesamt, 15. Oktober 2019, abgerufen am 27. Juli 2020.
9. ↑  Bundesinstitut für Risikobewertung (BfR): Geschirr aus „Bambusware“ nicht für heiße Getränke oder Speisen nutzen. Bundesinstitut für Risikobewertung (BfR), 25. November 2019, abgerufen am 3. Dezember 2019.
10. ↑  Gesundheitliche Risiken bei „Coffee-to-go“-Bechern. In: bvl.bund.de. 26. November 2019, abgerufen am 27. November 2019.